# Drummondia corinellae
Drummondia corinellae is een vlokreeftensoort uit de familie van de Pachynidae. De wetenschappelijke naam van de soort is voor het eerst geldig gepubliceerd in 1984 door Lowry.